# Кайлаш Сатяртхи
Кайлаш Сатяртхи (на хинди: कैलाश सत्यार्थी) е идийски общественик.

## Биография
Роден е на 11 януари 1952 година във Видиша, Индия. Завършва електротехника. През 1980 г. основава Bachpan Bachao Andolan, а по-късно – GoodWeave International. Дейността му и неговата организация довежда до освобождаването от робски труд на повече от 78 000 деца.
На 10 октомври 2014 година получава Нобелова награда за мир „за борба срещу потискането на деца и младежи и за правото на децата на образование“.